# Faro de Sidi Megdoul
El faro de Sidi Megdoul es un faro situado en el puerto de Esauira, en la región de Marrakech-Safí, Marruecos. Está gestionado por la autoridad portuaria y marítima del Ministère de l'équipement, du transport, de la logistique et de l'eau.

## Características
Se trata de una torre cuadrada blanca en mampostería que se puso en servicio en 1916.